# Blas Basualdo
Blas Basualdo (Virreinato del Río de la Plata, ca. 1790 - Montevideo, 10 de junio de 1815) fue un militar rioplatense, oficial del ejército de la Liga Federal del caudillo José Artigas, de destacada trayectoria en las provincias de Corrientes y Entre Ríos.

## Biografía
No está claro dónde nació, ya que distintos autores lo dan por nacido en Misiones, en Entre Ríos —habría sido miembro de la etnia chaná— o en Santiago del Estero. Por su trayectoria y por su condición de alfabetizado, es probable que fuera un indígena guaraní de Misiones.
Comenzó su actuación pública hacia 1811, al ponerse al mando de doscientos hombres en las campañas que culminarían en la batalla de Las Piedras y el sitio de Montevideo. Controló eficazmente la región al norte del río Negro, y acompañó a Artigas a Ayuí después del armisticio de 1811. Fue jefe de una fuerza auxiliar de las de Artigas en la zona este de Corrientes, cuando después de las correrías de los portugueses por esa zona, los pequeños caudillos locales apoyaron la oposición de Artigas a los porteños. Reunió grandes grupos de gauchos correntinos y de indios, con los que enfrentó los ataques portugueses, y también a los gobiernos correntinos enemigos de Artigas. De baja estatura, su capacidad de mando hacía resaltar más esa característica.
Participó también del segundo sitio de Montevideo, hasta que lo abandonó, siguiendo a Artigas, a fines de 1813. Ya a mediados de 1813 había ocupado la villa de Curuzú Cuatiá, desde donde controló toda la parte sur de la provincia de Corrientes. En marzo de 1814 apoyó la revolución de Juan Bautista Méndez, que pasó a Corrientes a la órbita de los federales, y venció en La Cruz al gobernador de Misiones, Bernardo Pérez Planes. Se trasladó más al sur, entrando con sus operaciones en el norte de Entre Ríos.
Fue vencido a fines de 1814 por el coronel Valdenegro en dos pequeñas batallas, en Pospós y en Yeruá, pero eso sólo hizo que se trasladara de nuevo a Corrientes. Allí atacó a Genaro Perugorría — ex enviado de Artigas, rebelado más tarde contra este — y lo venció en Batel a mediados de diciembre. Lo envió al campamento de Artigas, quien lo hizo fusilar.
En los primeros días de 1815 entró a la ciudad de Corrientes, festejó su triunfo, no molestó a nadie, y se marchó a Curuzú Cuatiá. De hecho, durante un tiempo gobernó Corrientes y Entre Ríos — al menos el norte de la provincia, ya que el sur estaba dominado por Hereñú. Ordenó la expatriación de todos los españoles, y reorganizó las fuerzas militares del interior de la provincia. De esta época data el poderío de los comandantes militares del interior correntino, origen de casi todos los gobernadores —excepto Ferré— anteriores a 1852. Avanzó sobre Entre Ríos a enfrentar nuevamente a Valdenegro, pero este se retiró a Buenos Aires, no derrotado militarmente, pero vencido por las deserciones en sus fuerzas.
Ocupó Concepción del Uruguay y se hizo cargo del mando militar de la costa del río Uruguay; fue diputado por Entre Ríos al Congreso de Oriente, de las provincias de la órbita de Artigas. Cuando este congreso no logró organizar políticamente las provincias federales, se trasladó, enfermo, a Montevideo.
Falleció en Montevideo el 21 de mayo o, según otros autores, el 10 de junio de 1815. Su autoridad sobre Misiones pasó al ahijado de Artigas, el guaraní Andrés Guazurary, y en la costa del Uruguay al después general Francisco Ramírez.